# Corredor humanitari
Un corredor humanitari és un espai establert en una zona devastada per guerra, crisi o desastre per permetre el pas segur d'ajuda humanitària durant un temps limitat. Permeten a els civils abandonar la zona, a les organitzacions humanitaries brindar assistència i als ferits, malalts o morts ser evacuats. El corredor humanitari és una obligació derivada del dret humanitari. Les Convencions de Ginebra de 1949, textos de referència del dret humanitari, preveuen diverses obligacions relatives als conflictes internacionals. L'article 23 de la IV Convenció estableix el principi del «pas lliure de qualsevol enviament de medicaments i material sanitari» així com «aliments, roba i tònics essencials» cap a les poblacions civils. Aquest corredor també pot estar associat a una zona d'exclusió aèria o zona de prohibició de moviment. A la pràctica, també s'han suggerit «corredors humanitaris» com a mitjà per subministrar armes a una força assetjada.

## Corredors humanitaris proposats
S'han proposat diversos tipus de "corredors humanitaris" a l'era posterior a la Guerra Freda, proposats per una o més de les parts en conflicte, o per la comunitat internacional en el cas d'una intervenció humanitària. Els passadissos humanitaris es van utilitzar amb freqüència durant la Guerra Civil Síria.
Els Corredors Humanitaris basats en el MoU van signar amb les autoritats públiques responsables i la Comunitat de Sant'Egidio i altres organitzacions que involucren la societat civil en diferents països europeus: Itàlia, França, Bèlgica, Andorra.
Els primers corredors humanitaris s'han implementat des del Líban a Itàlia d'acord amb un memoràndum d'entesa anomenat “Apertura de corredors humanitaris”, signat el 15 de desembre de 2015 pel Ministeri d'Afers Exteriors i Cooperació Internacional – Direcció General d'Italians a l'estranger i Polítiques de Migració, Ministeri de l'Interior – Departament de Llibertats Civils i Immigració, la Comunitat de Sant'Egidio, la Federació d'Esglésies Evangèliques a Itàlia (FCEI) i la Tavola Valdese (Església Valdensiana).
El primer MoU va permetre l'entrada segura i legal a Itàlia de 1.011 refugiats sirians del Líban.
Entre el 2016 i el 2017, 1.011 persones han estat acollides a 80 ciutats diferents repartides en 18 regions italianes gràcies a la implicació d'organitzacions de voluntariat i associacions locals/populars que fomenten la integració dels beneficiaris, segons el model “widespread reception”.
El 2017 s'ha aprovat la pròrroga per a 1.000 beneficiaris més en els anys 2018-2019.
Un tercer protocol d'obertura de corredors humanitaris – signat el 12 de gener de 2017 per la Conferència Episcopal Italiana (a través de la Fundació Italiana Càritas i Migrantes) i la Comunitat de Sant'Egidio – està actualment en marxa i garanteix l'entrada legal i segura a Itàlia de 500 refugiats eritreus, sud-sudane i somalis d'Etiòpia.
A més, s'han signat dos Protocols diferents de Corredors Humanitaris per als refugiats del Líban a França i Bèlgica, per un total de 650 visats per raons humanitàries.

## Àrees segures de les Nacions Unides
Les Àrees Segures de les Nacions Unides (UN Safe Areas) van ser corredors humanitaris establerts el 1993 al territori de Bòsnia i Hercegovina durant la Guerra de Bòsnia per diverses resolucions del Consell de Seguretat de les Nacions Unides.
El 16 d'abril de 1993, amb la Resolució 819 del Consell de Seguretat de les Nacions Unides, l'enclavament de Srebrenica va ser declarat zona segura. El 6 de maig de 1993, la Resolució 824 del Consell de Seguretat de les Nacions Unides va ampliar encara més l'estatus a Sarajevo, Žepa, Goražde, Tuzla i Bihać. Aquestes ciutats i territoris van ser col·locats sota la protecció de les unitats de manteniment de la pau de l'ONU UNPROFOR.
L'establiment de les Àrees Segures de les Nacions Unides es considera avui una de les decisions més controvertides de les Nacions Unides. Les resolucions no eren clares sobre el procediment pel qual aquestes zones segures havien de ser protegides en una zona de guerra com Bòsnia i Hercegovina. La resolució va crear una situació diplomàtica difícil perquè els estats membres que van votar a favor d'ella no estaven, per raons polítiques, disposats a prendre les mesures necessàries per garantir la seguretat de les zones segures.
En 1995 la situació en les zones segures de les Nacions Unides es va deteriorar i va conduir a una crisi diplomàtica que va culminar amb la Matança de Srebrenica; una de les pitjors atrocitats a Europa des de la Segona Guerra Mundial. La Resolució 819 i 836 del Consell de Seguretat havien designat Srebrenica com una "àrea segura" per ser protegida utilitzant "tots els mitjans necessaris, inclòs l'ús de la força". Els continus atacs a les zones segures de les Nacions Unides, així com el continu setge de Sarajevo, també van donar lloc en última instància a la intervenció de l'OTAN a Bòsnia i Hercegovina anomenada Operació Força Deliberada.
Al final de la guerra, totes les àrees segures havien estat atacades per l'Exèrcit de la República Srpska, i Srebrenica i .epa van ser envaïdes.

## Gènesi
El nou èxit registrat pels «intervencionistes» està marcat per l'adopció, el 14 décembre 1990, de la resolució 45-100 de l'Assemblea General, consagrant la idea de «corredors humanitaris». Les altres dues dates a recordar són les de la resolució 688/1991 del Consell de Seguretat, de 5 d'abril de 1991, en què «L'Iraq permet l'accés immediat de les organitzacions humanitàries internacionals a tots aquells que necessiten ajuda...» i la Resolució 794 del Consell de Seguretat de les Nacions Unides sobre Somàlia.

## Llista de corredors humanitaris proposats
- Batalla de Mariúpol (2022)
- Àrees segures de les Nacions Unides
- Corredor de Latxín
- Batalla de Grozni (1999–2000)
- El cicló Nargi Bloqueig de l'ajuda per part de la junta militar
- Impacte humanitari de la Guerra a Ossètia del Sud (2008)
- Campanya de Nord-Kivu corridor (2008)
- Guerra de Gaza (2008–2009)
- Guerra Civil Líbia (2011)
- Zona segura (Síria)
- Cronologia de la invasió russa d'Ucraïna 2022: fase 1, 3 de març
- Cronologia de la guerra Israel-Hamas de 2023, 11 d'octubre
- Ajuda humanitària en zones de conflicte